# Vágott sör
A vágott sör Szlovákiára jellemző sörfajta. A vágott szó jelentése annyit takar, hogy kétféle sört öntenek össze. Pontosabban egymásra rétegzik a kétféle sört, így elkülönül egymástól a világos és a barna rész. A sűrűbb, magasabb szárazanyagtartalmú sör kerül először a pohárba. Fontos, hogy a habja tartós legyen, mert ez nem engedi, hogy a másodjára csapolt sör belekeveredjen.